# Karamanspor
Karamanspor ist ein türkischer Fußballverein. Er wurde 1966 in Karaman gegründet. Die Spiele werden im 15.000 Zuschauer fassenden Yeni Karaman Stadyumu ausgetragen.

## Erfolge
- Meister der TFF 3. Lig und Aufstieg in die TFF 2. Lig: 2003/04

## Ehemalige bekannte Spieler
- İbrahim Öztürk
- Ali Osman Renklibay

## Ehemalige bekannte Trainer
- Muammer Birdal